# Aureolaria grandiflora
Aureolaria grandiflora là loài thực vật có hoa thuộc họ Cỏ chổi. Loài này được (Benth.) Pennell mô tả khoa học đầu tiên năm 1918.